# Jakow Dmitrijewitsch Pasmurow

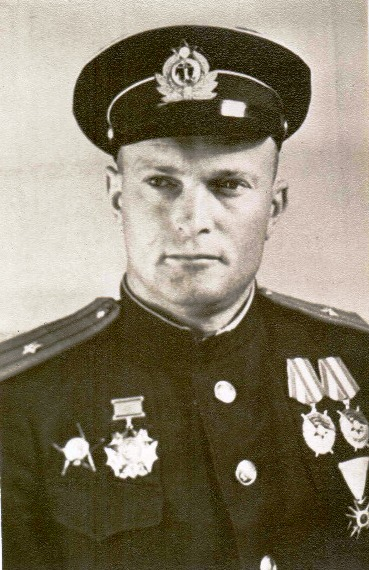
Kommandant der Donau-Flottille (1945)

Jakow Dmitrijewitsch Pasmurow (russisch Яков Дмитриевич Пасмуров, auch Pasmurov; * 23. März 1913 in Maikop, Krasnodar; † 1997 in Bulgarien) war ein Major und Kommandant der sowjetischen Donau-Flottille während des Zweiten Weltkrieges.

## Leben
Jakow Dmitrijewitsch Pasmurow wurde im Jahre 1913 als Sohn russischer Eltern im Dorf Maikop in der Region Krasnodar geboren. Seine Eltern kamen ursprünglich aus Tschuwaschien. Er hatte zwei Brüder, von denen der jüngere im Zweiten Weltkrieg starb.

### Jugend
Pasmurow ging auf eine Fabrikschule in Rostow am Don und arbeitete später als Kommissionierer für den russischen Landmaschinenhersteller Rostselmasch. Im Jahre 1933 trat er in die Armee ein und besuchte eine Schule für Küstenschutz in Sewastopol (Krim). 1937 schloss er die Hochschule mit Auszeichnungen ab.

### Zweiter Weltkrieg
Der Ausbruch des Zweiten Weltkrieges traf Pasmurow und seine Truppen schwer, und sie wurden von Sewastopol bis zum Kaukasus zurückgedrängt. Im August 1942 wurde die NOR (Verteidigungsregion Noworossijsk) im Kaukasus gebildet, wo sich die 47. Armee mit der Asow-Flottille, dem Noworossijsk-Marinestützpunkt und anderen Formationen und Einheiten der Roten Armee zusammentat. Einige Wochen später wurde Pasmurow Assistent des Stabschefs für Artillerieaufklärung im NOR-Hauptquartier der Küstenartillerie. Im Jahr 1944 wurde die Asow-Flottille aufgelöst und in ihrer Basis die Donau-Flottille gegründet, mit der er später zahlreiche Gefechte gegen die Wehrmacht führte.

### Leben nach dem Zweiten Weltkrieg
Pasmurow arbeitete als Dozent in einer Schule für strategische Raketentruppen in Riga. Für seine Führung in der Fakultät, die erfolgreiche Ausbildung von hochqualifizierten Beamten, und die Fortentwicklung der Militärwissenschaften wurde er im Jahre 1961 mit dem Abzeichen der Ehre ausgezeichnet. Danach arbeitete er 14 Jahre lang in der lettischen Nationalbibliothek, wo er für die Zertifizierung von Produkten lettischer Unternehmen und für die Vergabe von Gütesiegeln verantwortlich war. Von 1961 bis 1981 wurde er vom Volksdeputiertenkongress zum Stellvertreter des Rates von Riga gewählt. Zur gleichen Zeit bildete er in einer Veteranenschule Jugendliche militärisch-patriotisch aus. Im Jahre 1995, kurz nach dem Zusammenbruch der UdSSR, zog er nach Trjawna, wo die gemeinsame Tochter seiner Frau Eugenia Pasmurowo schon mehrere Jahre gelebt hatte.

### Tod
Jakow Dmitrijewitsch Pasmurow starb im Jahre 1997 in Bulgarien und wurde neben seiner Frau begraben. Der genaue Zeitpunkt und Ort des Todes sind unbekannt.

## Sonstiges
Jakow Dmitrijewitsch Pasmurow wurde zum Ehrenbürger der slowakischen Hauptstadt Bratislava ernannt.